# W mroku tajemnic
W mroku tajemnic (norw. Skjellig grunn til mistanke) – powieść kryminalna norweskiego pisarza, Chrisa Tvedta (zdobywcy Nagrody Rivertona), opublikowana w 2009. Pierwsze polskie wydanie ukazało się w 2013 nakładem wydawnictwa Nasza Księgarnia.

## Akcja
Jest trzecią powieścią w cyklu z adwokatem Mikaelem Brenne. Akcja dotyczy początkowo samobójstwa kolegi Brennego – Bjørna Grovena. Brenne nie jest przekonany, że było to samobójstwo, a z czasem zyskuje pewność w tym zakresie. Wcześniej adwokat przeżywa osobistą tragedię – odchodzi od niego partnerka Kari. W końcowej fazie powieści poważnie ranna zostaje aplikantka Brennego – Synne Bergstrøm.